# 朱庇特法姆斯 (佛羅里達州)
朱庇特法姆斯（英語：Jupiter Farms）是位於美國佛羅里達州棕櫚灘縣的一個人口普查指定地區。

## 地理
朱庇特法姆斯的座標為26°55′13″N 80°12′43″W / 26.92028°N 80.21194°W，而該地最高點為海拔高度2米（即7英尺）。

## 人口
根據2010年美國人口普查的數據，朱庇特法姆斯的面積為0.60平方千米，當中陸地面積為0.60平方千米，而水域面積為0.00平方千米。當地共有人口11994人，而人口密度為每平方千米19,990人。